# 庫普耶瓦泰
49°26′4″N 33°36′4″E / 49.43444°N 33.60111°E
庫普耶瓦泰（烏克蘭語：Куп'євате），是烏克蘭中部波爾塔瓦州克雷门丘克区赫洛贝内市镇的村落，處於霍羅爾河畔，分別距離盧卡希夫卡和代米迪夫卡1公里，面積2.8平方公里，海拔高度121米，2001年人口422。